# Lëtzebuerger Journal
«Летцебургер журналь» (люкс. Lëtzebuerger Journal — «Люксембургская газета») — люксембургская ежедневная газета на немецком и французском языках. Редакция газеты проводит либерально-центристскую политику, поддерживая Демократическую партию.
Газета была основана 5 апреля 1948 года, вместо прекратившихся издаваться Obermosel-Zeitung и l’Unio’n. Обе эти газеты были попытками создать массовую либеральную газету, похожую на Luxemburger Zeitung, которая имела давние традиции, но дискредитировала себя политически во время Второй мировой войны.
В 2004 году ежедневный тираж газеты составлял 5 150 экземпляров, что сделало её пятой из шести (на то время) по распространённости ежедневных газет Люксембурга. Тем не менее, из-за тесных связей с Демократической партией (третьей по величине партии Люксембурга), газета является более влиятельной, чем это может показаться на первый взгляд.